# Iglesia de San Miguel Arcángel (Oñate)
La iglesia de San Miguel Arcángel es un templo católico de estilo principalmente gótico situado en la localidad guipúzcoana de Oñate, en el País Vasco (España). Guarda en su interior un retablo renacentista, el de la Piedad, que está considerado como de los mejores del País Vasco y tiene adosado un curioso claustro por cuyo patio interior pasa el río.

## Historia
El templo original data del siglo XIII y constaba de una única nave. En el siglo XV se añadieron otras dos naves quedando a central más elevada que las laterales, esta obra fue impulsada por los Señores de Oñate. En el siglo XVI el obispo oñatiarra Rodrigo Mercado de Zuazola, construye el claustro, reforma la capilla de la Piedad para destinarla a su mausoleo y la dota del retablo renacentista. En el siglo XV se hizo la cripta, para dejar libre el espacio de la capilla de la Piedad, y ya en el siglo XVIII la portada principal, el retablo mayor el arco del coro, ambos barrocos. Antes de finalizar ese siglo se añadió la torre neoclásica.
Bien de Interés Cultural (BIC), es Monumento Histórico-Artístico Nacional desde 1931.

## Descripción
Se trata de un templo gótico de tres naves, la central más alta que las laterales. Las naves están separadas por grandes pilares cilíndricos, apoyándose las laterales en arbotantes. La eliminación de los muros divisorios despeja el volumen del edificio, que queda configurado como una iglesia de tipo salón. En el primer tramo de la nave central, sostenido por amplio arco carpanel, se halla el coro, con sillería y órgano. Las bóvedas que cubren el alzado son de crucería con plementería enjalbegada. Anexo a la nave de la nave sur se sitúa el claustro, realizado en estilo gótico flamígero cuya calle anexa a la iglesia ha sido integrada como cuarta nave de la misma.
El altar está elevado y se accede a él mediante un gran escalinata, debajo de él se sitúa la cripta que se construyó, elevando el altar mayor, para dar cobijo a los enterramientos de los familiares de Pedro Vélez de Guevara, Señor de Oñate, cuando este vendió los derechos de la capilla que los acogía a Rodrigo Mercado de Zuazola, quien levantó el púlpito renacentista, edificó la Capilla de la Piedad y construyó el claustro.
La torre es neoclásica y está realizada en piedra caliza gris clara contrastando con la obra del resto del edificio, es obra de Martín Carrera. Es de destacar el acabado escultórico en los ángulos del entablamiento del campanario, donde se sitúan cuatro grandes bultos de cuerpo entero de los Padres de la Iglesia de Occidente.

### Capilla de la Piedad

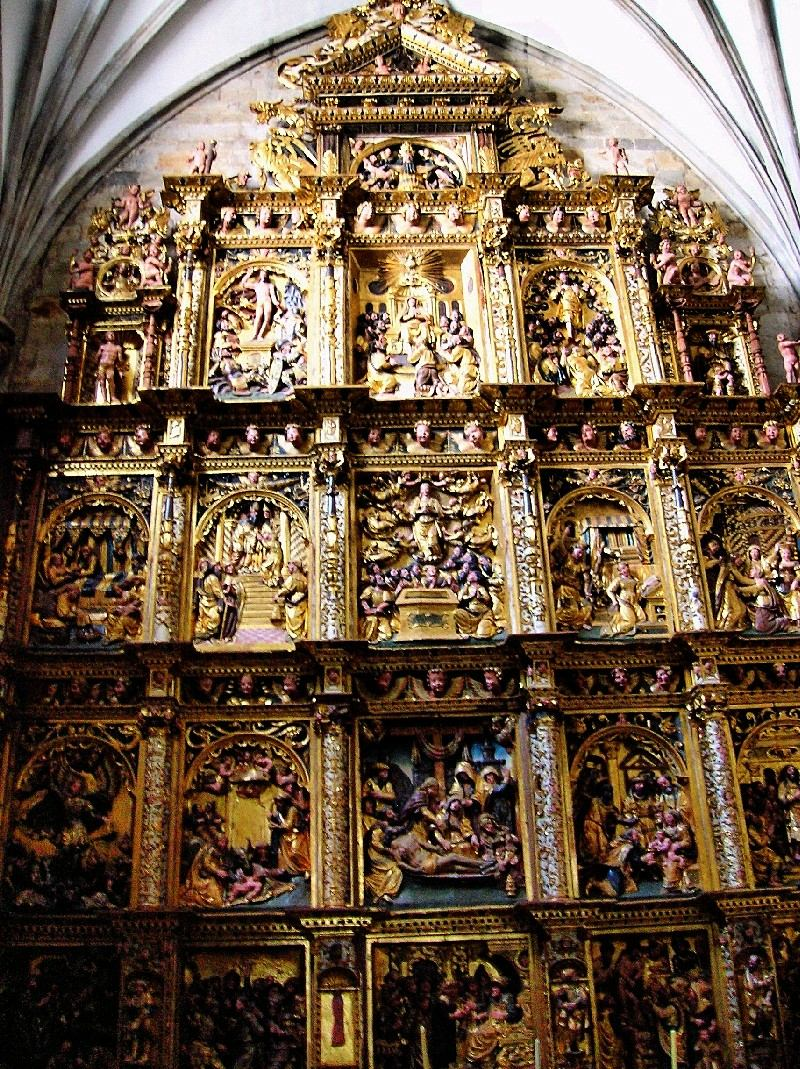
Retablo plateresco de la Capilla de la Piedad

Un gran retablo plateresco, el de las mejores obras de ese estilo del País Vasco, preside la capilla funeraria del obispo Rodrigo Mercado de Zuazola (1460?-1548). Este retablo, obra del francés Pierres Picart, está plagado de imágenes que hacen referencia a la Pasión, la vida de la Virgen, santos, profetas y angelotes. 
A su lado, embutido en la pared, se halla el mausoleo realizado también en estilo plateresco y atribuido al burgalés Diego de Siloé. El tema principal es la figura del propio obispo rezando y asistido por una virtud. La capilla se cierra con una verja de hierro forjado.
En el retablo figura en sus lados el escudo de armas de Rodrigo Mercado de Zuazola, en del lado izquierdo está perdido.

### Retablo mayor y cripta

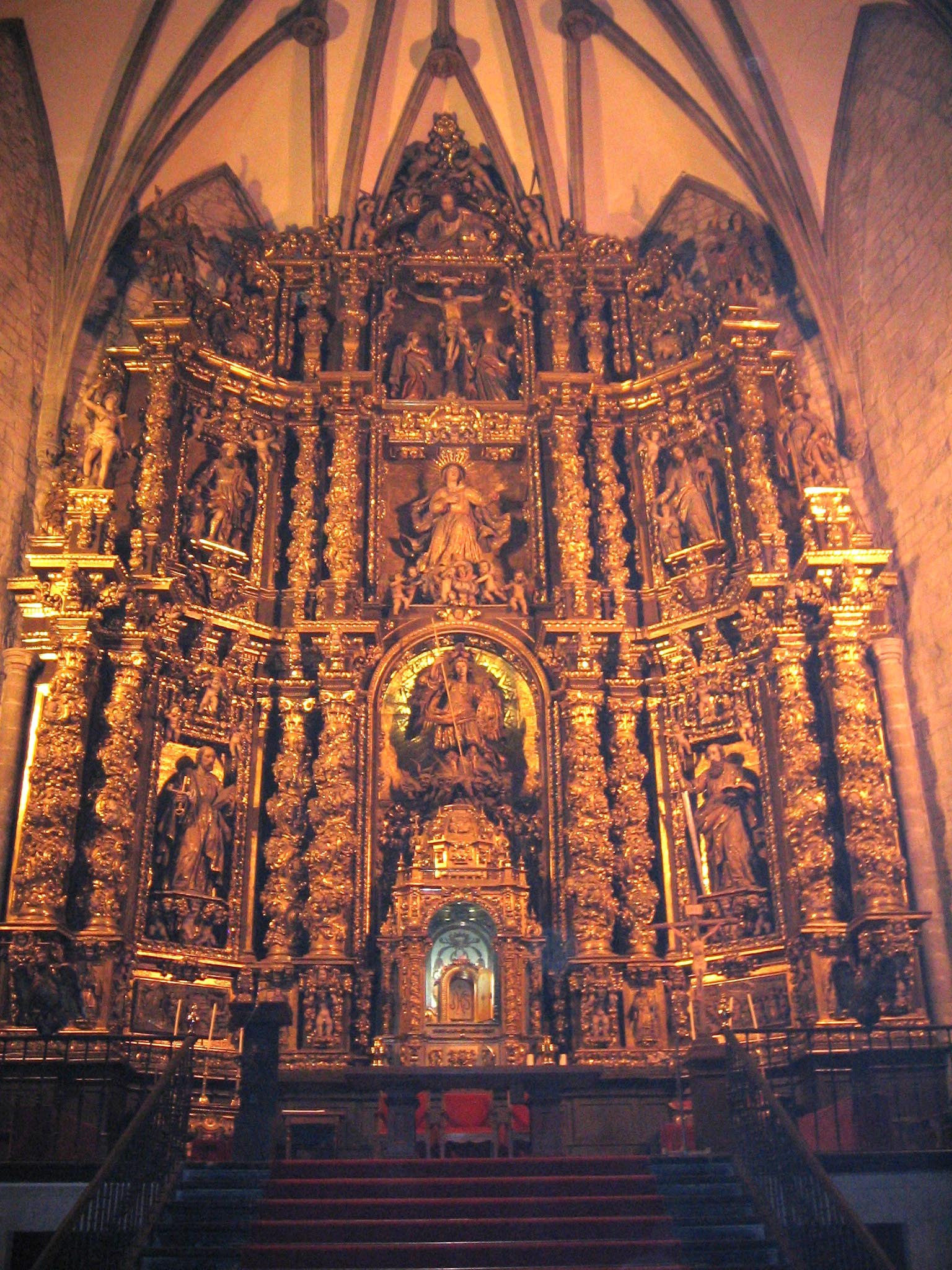
Retablo mayor barroco.

Pedro Vélez de Guevara mandó levantar una cripta para que fuera el lugar de enterramiento de sus familiares. Esta cripta se realizó elevando el altar mayor. Por ello, hubo que construir un nuevo retablo. Esta obra se encargó a Juan Bautista de Soto y es un gran retablo barroco muy exuberante, con columnas salomónicas, frutos, angelotes y los santos patronos de la villa: San Miguel, San Sebastián y San Roque.
En la cripta que se construyó debajo del altar se realizaron una serie de nichos en las paredes para la ubicación de los diferentes enterramientos, mientras que en la pared este se ubica un pequeño altar. A mediados del siglo XX se trasladó a ella, situándolo en la mitad de la misma, el sepulcro gótico en alabastro de don Pedro Vélez de Guevara, señor de Oñate (título que a la postre sería de "conde de Oñate"), fallecido en 1455. Esta es su cuarta ubicación: primitivamente estuvo en el centro la capilla a la derecha del altar mayor, la Capilla del Rosario, para pasar luego a ocupar, primero, el lado izquierdo, y más tarde, el lado derecho de la misma.

### Claustro

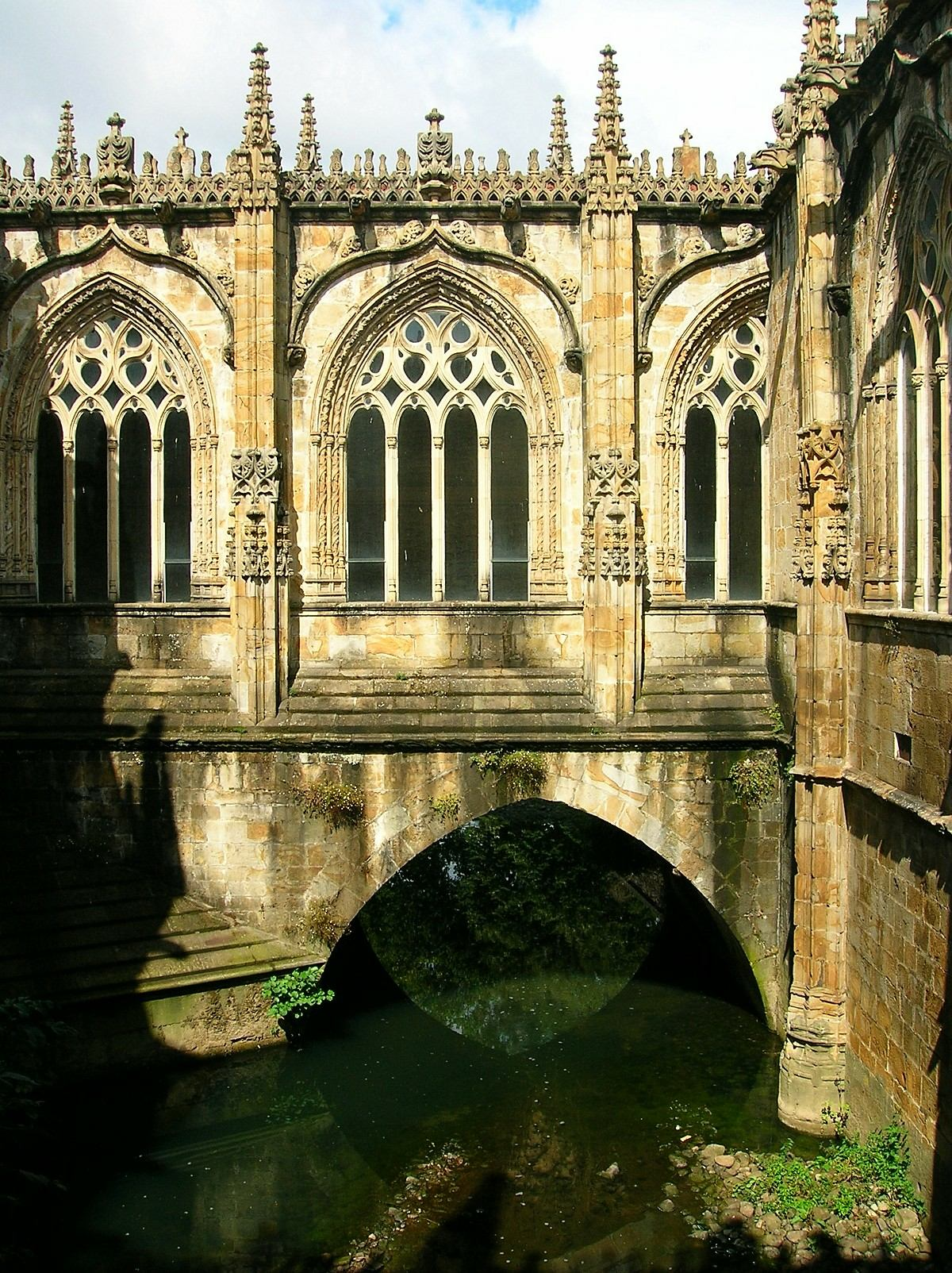
Aspecto del claustro gótico sobre el río Ubao.

Mandado construir por el obispo Rodrigo Mercado de Zuazola para ser utilizado como calle procesional es una bella muestra del estilo gótico flamígero de principios del siglo XVI. Llama la atención la decoración monotemática en base al escudo de armas de Rodrigo Mercado de Zuazola, bien como escudo entero o tomando el motivo del sol que aparece en el mismo. Esta decoración no solo está en las crucetas de los nervios de la bóveda sino que se repite en cada mésula y en los lienzos de pared del exterior. Las crujías se abren a anchos ventanales apuntados con trasdoses coronados por festones conopiales decorados con cardinas e intradoses consistentes en tríos de maineles y tímpanos calados, que separan pilastras con decoración vegetal; sobre las cornisas, cresterías, gárgolas, pináculos y remates de cogollos.
El claustro se construyó sobre el río Ubao, los lados este y oeste están realizados sobre puentes dejando pasar el río al centro de lo que debiera haber sido el patio. Esta curiosidad lo hace único en España.

## Galería

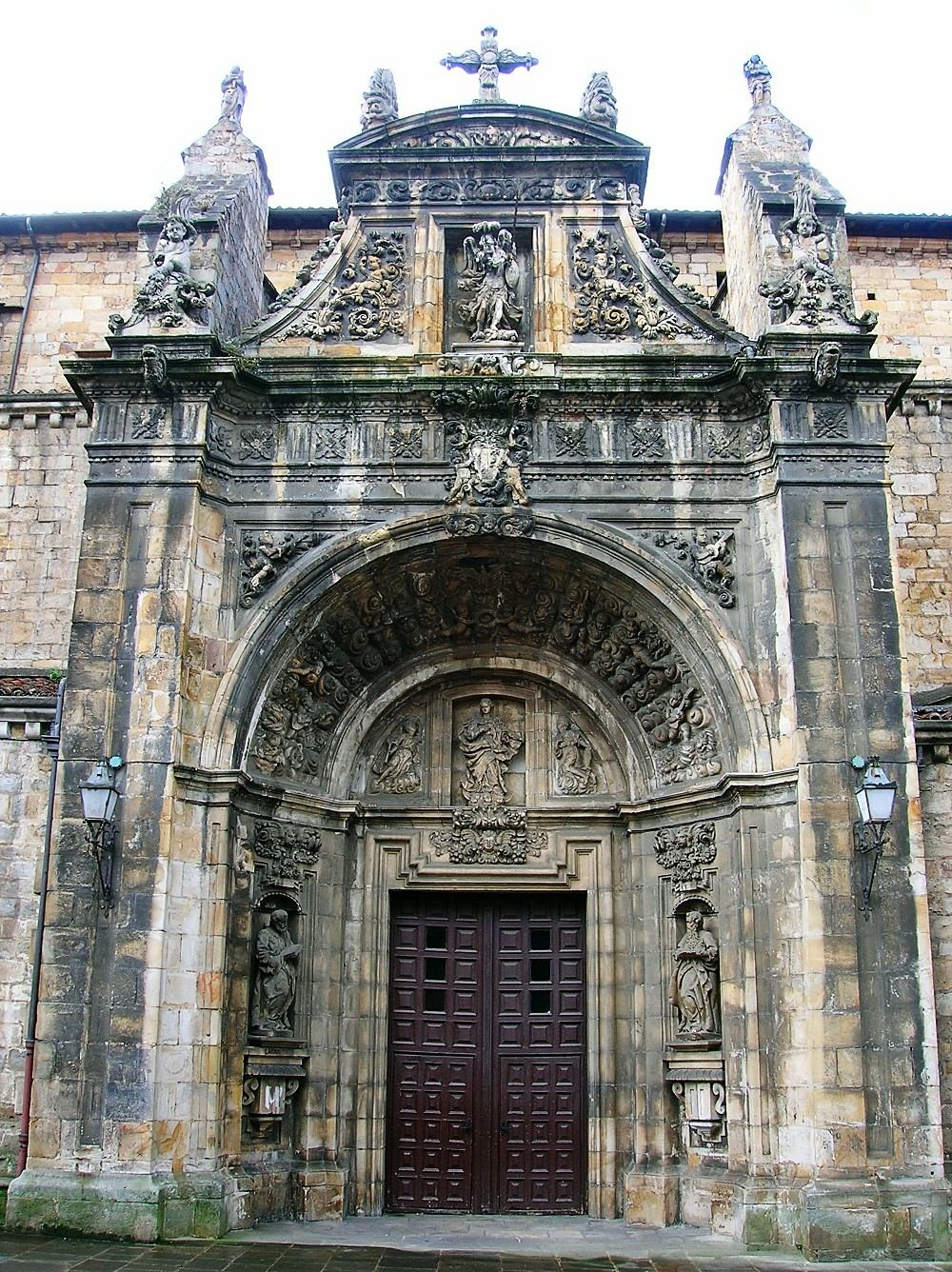
Portada barroca de la iglesia
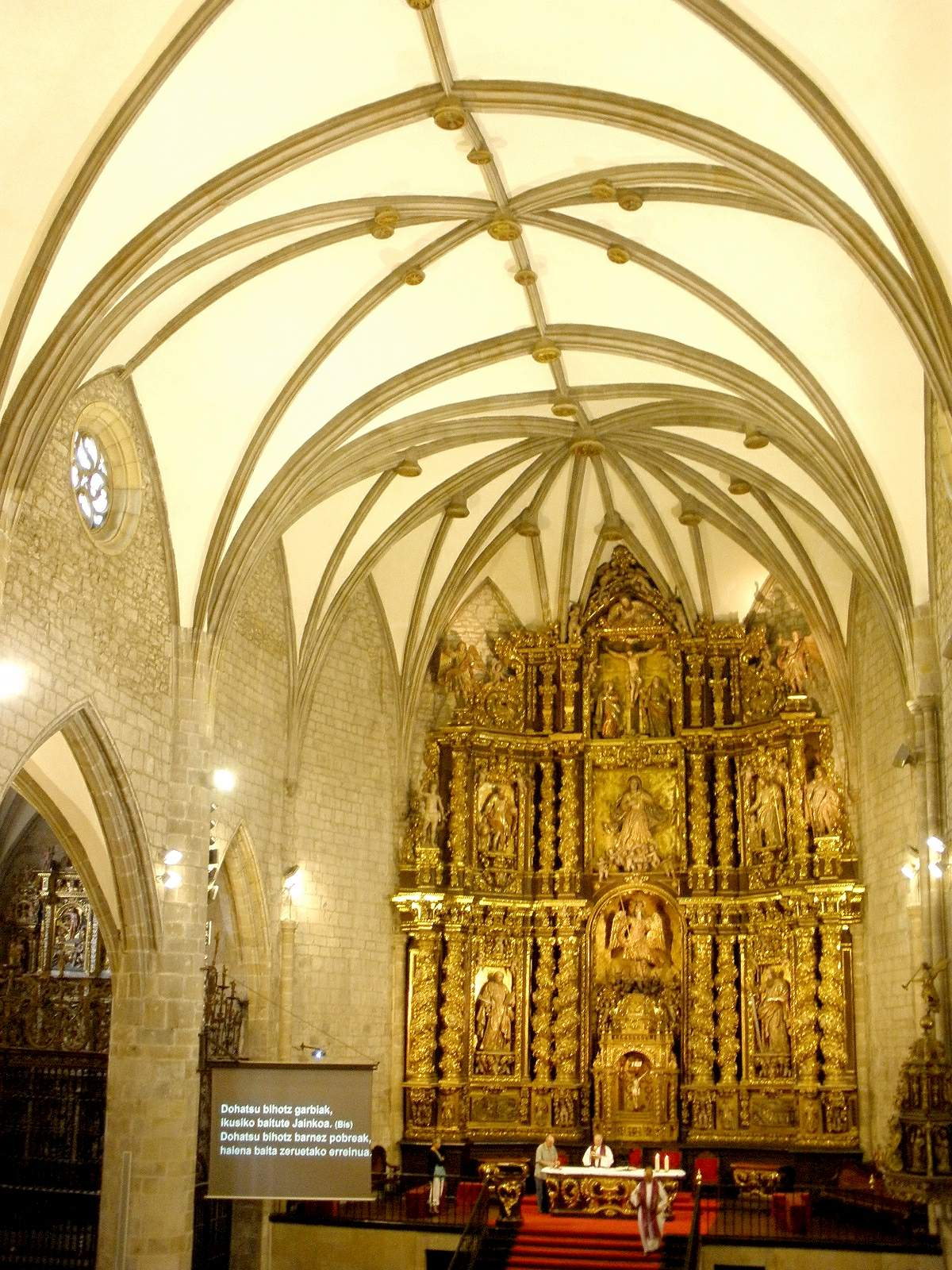
Aspecto de la nave central y cabecera
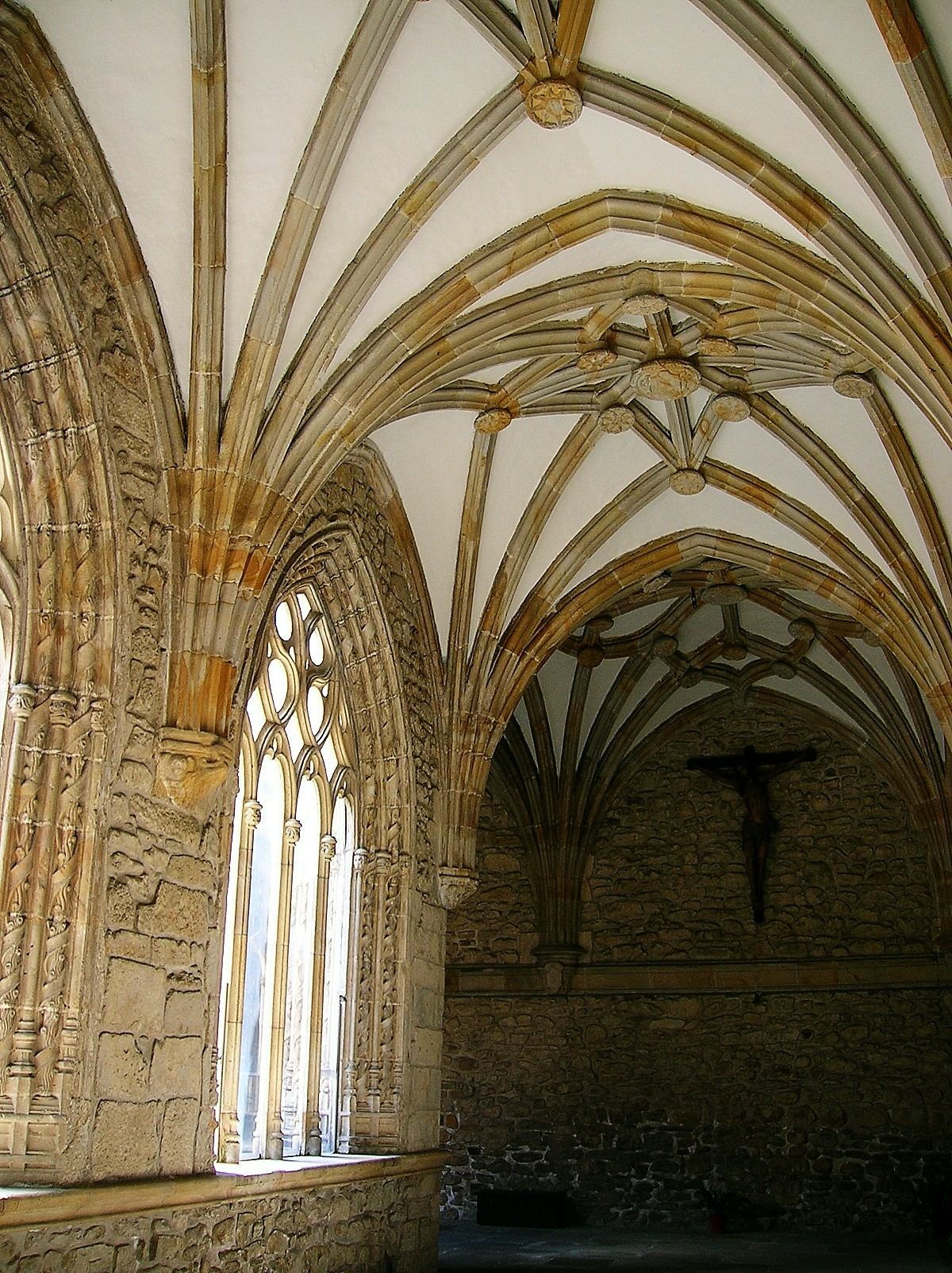
Interior del claustro
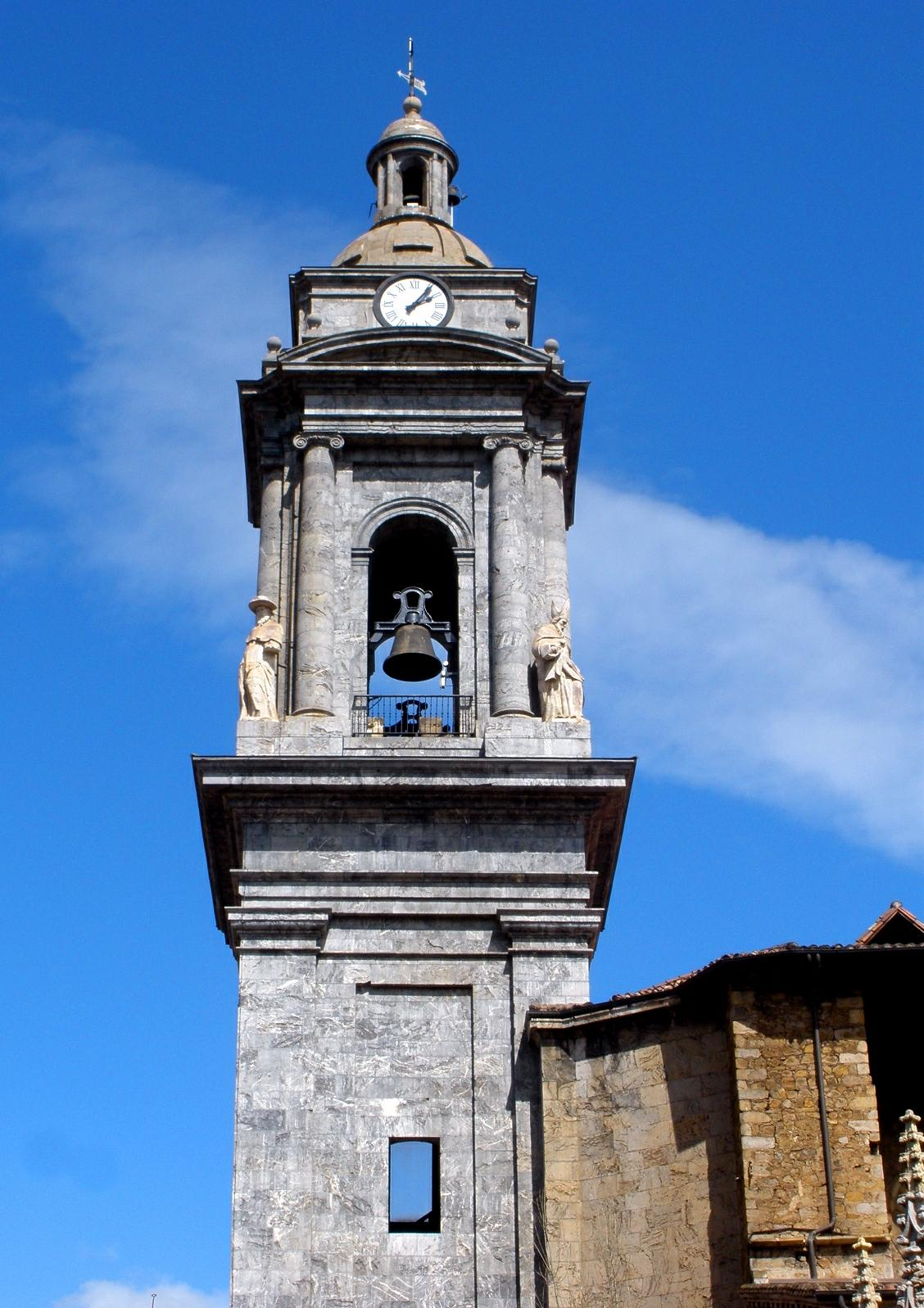
Torre neoclásica
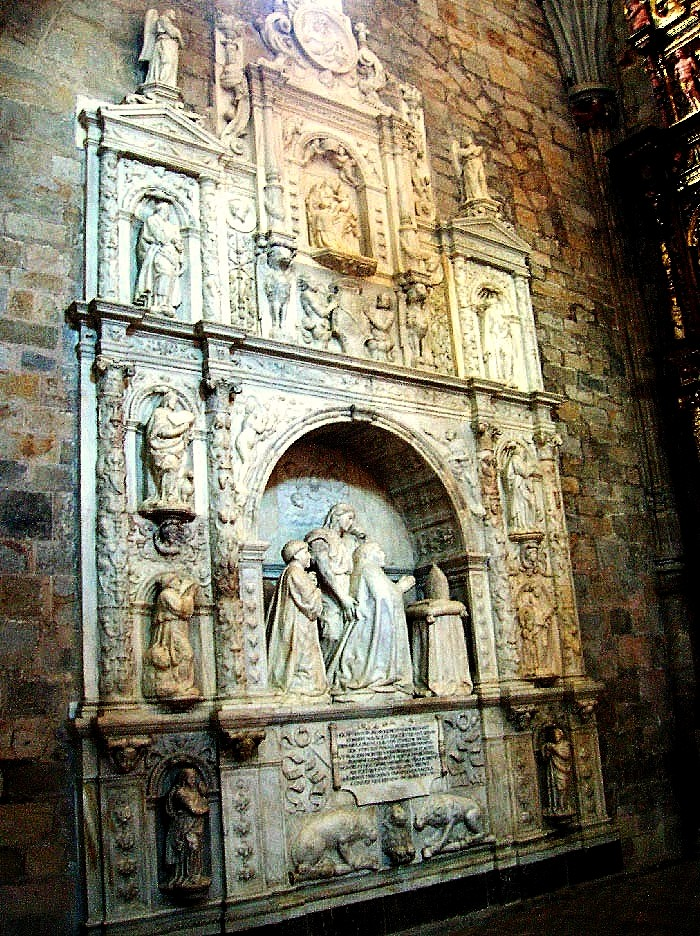
Sepulcro plateresco del Obispo Zuazola, Capilla de la Piedad
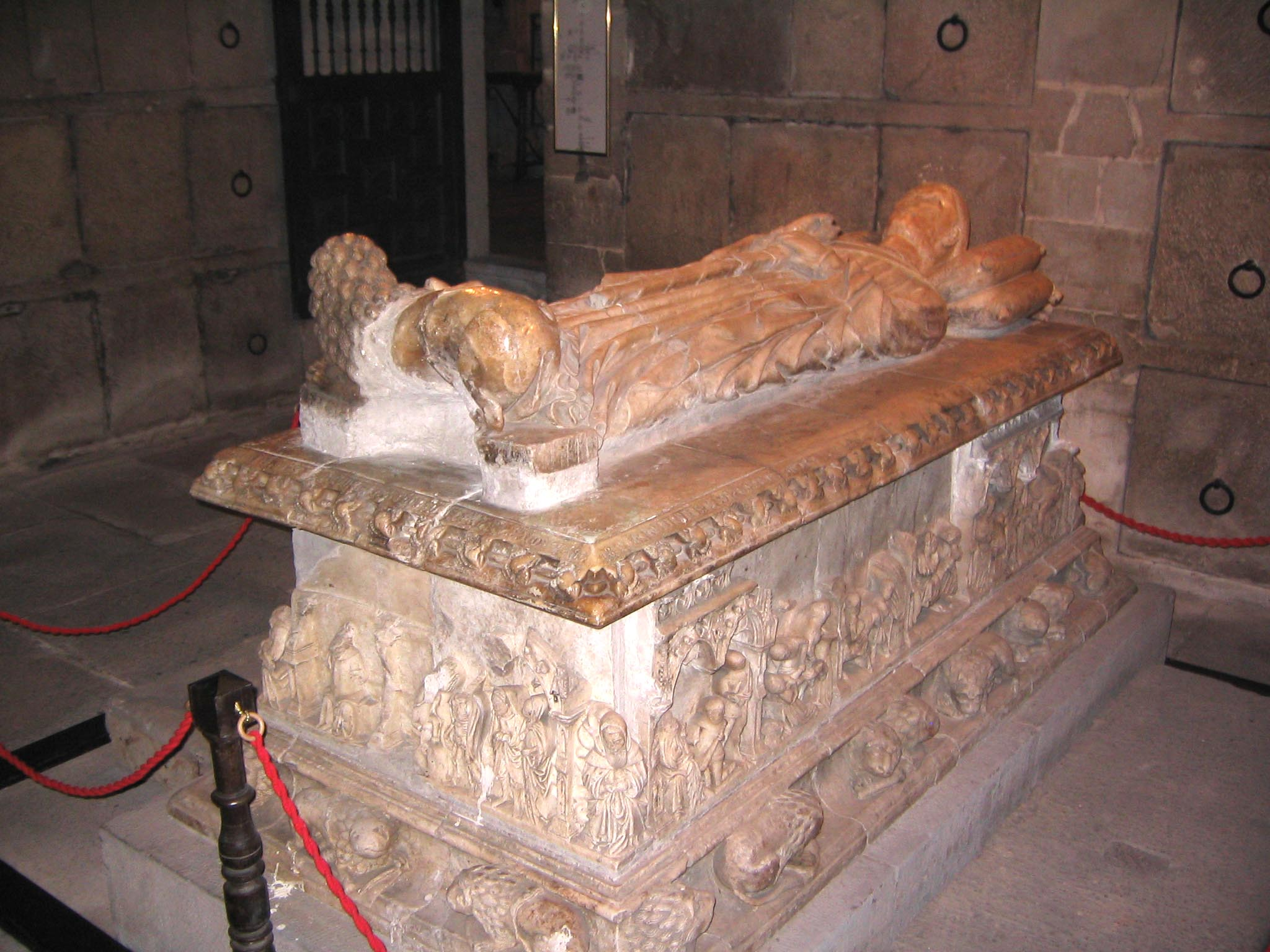
Sepulcro de Pedro Vélez de Guevara.